# Мельница (фильм)
«Мельница» (укр. Млин) — фильм о жертвах Холокоста и об исчезнувшем местечке, ностальгическим символом которого выступает старая мельница. Она символизирует жернова истории, которые перемалывают людей и события, но всегда вращаются на прошлый виток. Авторы фильма видят оптимистичное будущее, так как течение реки жизни, несмотря на любые невзгоды продолжается. Ещё одна тема, которая проходит через весь фильм это тема — Спасителей. В фильме рассказывается об украинцах и немцах, которые спасали евреев на территории Украины. Лента состоит из восьми сюжетов, один из которых посвящён украинцам села Яруга. Фильм основан на документальных фактах, архивных материалах и словах выживших очевидцев — евреев и украинцев.
Премьера фильма состоялась в Киеве и в Одессе. Главная идея фильма была подсказана жительницей села Озаринцы Анна Мельниченко — Бурик. По её словам: 

Если бы все люди жили в таком согласии и мире, как еврейская семья Хандросов и украинская семья Буриков, — то не было бы ни войны, ни страшного горя.
 На Одесской презентации фильма был внук одного из героев фильма — Праведника народов мира Константина Ивановича Стукаленко, который был врачом сельской больницы и который спас от смерти несколько десятков евреев.

## Праведники
Некоторые из праведников:
- Константин Стукаленко — фельдшер в больнице Озаринцы (вопреки запретам оккупантов оказывал медицинскую помощь евреям).
- Христина Бурик и Анна Бурик-Мельниченко (спасли жизнь самому Борису Хандросу)
- Макс Литке — офицер СС, комендант Пшемышля (спас около 400 евреев).
- Гюнтер Крулль — унтер-офицер (помог выжить одному еврею).

В Торе написано: «тот, кто спасает одну жизнь, спасает целый мир» — данные слова являются эпиграфом картины.

## Критика и мнения
Директор Благотворительного Еврейского Центра «Гмилус Хеседа»: 

Этот фильм никого не может оставить равнодушным. То, о чём он рассказывает, пережили многие сидящие в зале — бывшие узники гетто и концлагерей, те, кто потерял во время прошедшей войны своих родных и близких.
Борис Забарко: 

Может быть, если мы ещё раз покажем этот фильм и новое руководство посмотрит его, оно оценит подвиг людей, которые действительно рисковали своей жизнью… Это наш стыд, мы упустили время для поисков наших праведников мира. Если бы в своё время в нашей стране Холокост не замалчивали, то количество праведников у нас в Украине было бы не 2300, а намного больше. Если бы мы к событиям Холокоста отнеслись правдиво, то показали бы, что действовать людям, спасавшим евреев от нацистов, было невероятно сложно и опасно.
Анна Мельниченко (умерла вскоре после съёмок): 

Если бы все люди жили в таком мире и согласии, как еврейская семья Хандросов и украинская семья Буриков, — не было бы ни войны, ни великого страшного горя.